# Log Cabin Republicans
Los Republicanos de la Cabaña de Troncos (en inglés: Log Cabin Republicans, LCR) es una organización afiliada al Partido Republicano que aboga por la igualdad de derechos para los estadounidenses LGBT+, educando a la comunidad LGBT+ y a los republicanos entre sí.

## Historia
Log Cabin Republicans se formó en 1977 en California como un punto de reunión para los republicanos opuestos a la Iniciativa Briggs, que intentaba prohibir a los homosexuales enseñar en las escuelas públicas, y la legislación propuesta autorizaba el despido de aquellos profesores que "apoyaran" públicamente la homosexualidad.
Mientras preparaba su inminente campaña presidencial, Ronald Reagan expresó públicamente su oposición a la política discriminatoria. La condena de Reagan al proyecto de ley, resumida en una carta enviada a un grupo pro-Briggs, extractos de la cual fueron reimpresos en el San Francisco Chronicle en 1978, jugó un papel influyente en la eventual derrota de la Iniciativa Briggs.
En medio de esta victoria, los conservadores homosexuales de California crearon los Republicanos Log Cabin. El grupo inicialmente propuso llamarse Lincoln Club, pero descubrió que ese nombre ya estaba en uso en el Lincoln Club del condado de Orange, otra organización republicana de California, por lo que se eligió el nombre Log Cabin Republicans como título alternativo. Esta designación llama la atención sobre el primer presidente republicano, Abraham Lincoln. Los Log Cabin Republicans sugieren que Lincoln fundó el Partido Republicano sobre la base de las filosofías de la libertad y la igualdad. Estos principios, sostiene Log Cabin, son consistentes con su plataforma de un Partido Republicano inclusivo.

### Elecciones presidenciales de 1992
La convención de Log Cabin Republicans de 1992 se celebró en Spring, Texas, un suburbio de Houston. El principal tema de discusión fue si el grupo debía o no respaldar la reelección del presidente George H. W. Bush. El grupo votó por negar ese respaldo porque Bush no denunció la retórica anti-gay en la Convención Nacional Republicana de 1992.

### Elecciones presidenciales de 1996
En agosto de 1995, la campaña del candidato presidencial republicano Bob Dole devolvió una contribución de campaña de 1,000 dólares hecha por los Log Cabin Republicans.La campaña devolvió la contribución después de que la columnista abiertamente lesbiana Deb Price, del Detroit News, preguntara al respecto tras verla en un informe público de la Comisión Federal de Elecciones. La campaña envió una declaración escrita a Price afirmando que Dole estaba "100 % en desacuerdo con la agenda de los Log Cabin Republicans".La oficina de finanzas de la campaña había solicitado la contribución a LCR. En el evento en que fue entregada, Dole había conversado personalmente con el entonces director ejecutivo de LCR, Rich Tafel, sobre el grupo y sobre una legislación relacionada con el SIDA que estaban promoviendo en el Senado. Semanas antes, Dole había accedido a copatrocinar dicha legislación tras una reunión con Tafel en la sede de la campaña.Esto dio lugar a una noticia en primera plana del The New York Times, escrita por Richard L. Berke, entonces principal reportero político del diario.
Mientras periodistas, incluido Berke, buscaban confirmar la historia antes de que se publicara, el presidente de finanzas de la campaña de Dole, John Moran, le pidió a Tafel que no hablara con la prensa y le dijo que su "firmeza y sentido de estadista en este momento serán altamente valorados a largo plazo por la campaña". Tafel se negó.
Analistas acusaron a Dole de ser un "veleta e hipócrita".Se publicaron editoriales en periódicos importantes, incluyendo The Washington Post, The New York Times, The Boston Globe, The Atlanta Journal-Constitution y The Times de Londres, condenando la acción de Dole, a lo que se sumaron los comentaristas de radio Rush Limbaugh y Don Imus.Bajo presión, Dole admitió durante una rueda de prensa en Capitol Hill en octubre de 1995 que lamentaba la decisión de devolver el cheque y que su campaña lo había hecho sin consultarle.“Creo que si me lo hubieran consultado, no lo habríamos hecho, no lo habríamos devuelto”, dijo Dole.Más tarde, Dole le dijo al editor del Washington Post y autor Bob Woodward que el episodio con los LCR fue un “error”, porque la decisión de devolver el cheque “involucra a Bob Dole como persona. No se trata tanto de Bob Dole el candidato. Es la persona. ¿Es tolerante? ¿Tolera opiniones distintas? ¿Tolera a alguien con un estilo de vida diferente?” Añadió: “Esto es algo básico, esto es lo que la gente debería saber sobre ti. ¿Vas a hacer esto solo porque suena bien políticamente?”
La dirigencia de LCR se reunió con el gerente de coaliciones de la campaña de Dole para discutir un posible respaldo tras el cambio de postura de Dole.Entre varios puntos, Tafel exigió que no hubiera ataques contra personas homosexuales en los discursos desde el podio de la Convención Nacional Republicana de 1996, ni carteles antihomosexuales en el recinto de la convención. También quería que una persona gay hablara en la convención y que la campaña de Dole solicitara públicamente el respaldo de LCR.En la noche de clausura de la convención, Stephen Fong, entonces presidente del capítulo de San Francisco, habló desde el podio como parte de una serie de discursos de "estadounidenses comunes", aunque no fue identificado públicamente como gay.No obstante, su presencia en el podio, representando a la organización y a la comunidad gay y lesbiana, “fue algo que habría sido inimaginable cuatro años antes”, escribió Tafel más tarde.Fong fue el primer orador abiertamente gay en una Convención Nacional Republicana.
Dos días después, la portavoz de Dole, Christina Martin, dijo a un periodista que la campaña “daba la bienvenida al respaldo de los Log Cabin Republicans”.LCR votó a favor de respaldar a Dole para la presidencia, y el entonces presidente del Comité Nacional Republicano, Haley Barbour, aprobó el uso de la sala de prensa del RNC para que Tafel, los delegados de LCR en la convención y los miembros de su junta nacional anunciaran su decisión.
Más adelante en la campaña, Tafel se reunió con Sheila Burke, la principal asesora de Dole, y se cumplieron las demandas restantes que LCR había planteado para otorgar su respaldo. En un comunicado emitido por LCR, y confirmado a los periodistas por la campaña, Dole se comprometió a mantener una orden ejecutiva que prohíbe la discriminación por orientación sexual en el empleo federal y a garantizar el financiamiento completo de los programas contra el SIDA.

### Elecciones presidenciales de 2000
El grupo respaldó a George W. Bush en el año 2000.

### Elecciones presidenciales de 2004
Debido a su apoyo a la Enmienda Federal del Matrimonio, el grupo decidió no respaldar la reelección de George W. Bush en 2004.La enmienda propuesta habría definido constitucionalmente el matrimonio como exclusivamente entre un hombre y una mujer.La defensa de Bush de dicha enmienda llevó al grupo a votar 22 contra 2 en contra de respaldar su reelección.El capítulo del condado de Palm Beach, en Florida, sí lo respaldó, lo que resultó en la revocación de su carta orgánica.

### Elecciones presidenciales de 2008
En septiembre de 2008, LCR votó a favor de respaldar la fórmula John McCain–Sarah Palin en las elecciones presidenciales de 2008. El presidente de LCR, Patrick Sammon, dijo que la razón más importante para su apoyo fue la oposición de McCain a la enmienda constitucional propuesta para prohibir el matrimonio entre personas del mismo sexo.

### Elecciones presidenciales de 2012
El 23 de octubre de 2012, LCR respaldó oficialmente a Mitt Romney a pesar de su compromiso con una enmienda constitucional que prohibiría el matrimonio entre personas del mismo sexo en todo el país y su objeción a la derogación de la política de “No preguntes, no digas” sobre el servicio militar.En una declaración pública, LCR dijo que apoyaba a Romney debido a “la gravedad de los asuntos económicos y de seguridad nacional actualmente en juego”. Además, LCR expresó su esperanza de que Romney reconsiderara su oposición a la Ley de No Discriminación en el Empleo, pero no lo hizo.

### Elecciones presidenciales de 2016
El 22 de octubre de 2016, los miembros de la junta directiva de LCR votaron no respaldar al candidato republicano a la presidencia, Donald Trump.En desafío a esta decisión, los capítulos estatales de LCR en Colorado, Georgia y Texas, junto con el capítulo del condado de Orange, California, y los capítulos municipales de Houston (Texas), Los Ángeles (California), Miami (Florida) y Cleveland (Ohio), votaron a favor de respaldar a Donald Trump.
A nivel nacional, las encuestas a boca de urna estimaron que Trump recibió el porcentaje más bajo del voto LGBT para un candidato presidencial republicano desde que esa métrica se incluyó por primera vez en las encuestas presidenciales en 1992.Trump obtuvo solo el 14 % del voto LGBT, una caída significativa en comparación con Mitt Romney, quien obtuvo el 22 % en 2012.El 9 de noviembre de 2016, la organización nacional de LCR felicitó a Donald Trump por su victoria.

### Elecciones presidenciales de 2020
En noviembre de 2018, Jerri Ann Henry se convirtió en la primera mujer en desempeñarse como directora ejecutiva de Log Cabin. Un mes después, en una entrevista televisiva, declaró que, si bien percibía que Trump había sido “vocalmente solidario” con las personas LGBT en comparación con otros presidentes y candidatos presidenciales republicanos, de todos modos había habido “muchos altibajos en los últimos dos años con algunas de las acciones de la administración”.
El 16 de agosto de 2019, más de un año antes de las elecciones, los Log Cabin Republicans respaldaron a Trump. El presidente Robert Kabel y la vicepresidenta Jill Homan expusieron sus razones para el respaldo en un artículo de opinión en The Washington Post.Tres mujeres renunciaron en señal de protesta: la miembro de la junta Jennifer Horn (quien a comienzos de ese año había sido jefa de campaña del rival de Trump en las primarias de 2020, Bill Weld),la primera mujer en integrar la junta de Log Cabin, Sarah Longwell,y la directora ejecutiva Jerri Ann Henry.
Las encuestas a boca de urna de NBC encontraron que el 27 % de los votantes LGBT votaron por Trump.

### Elecciones presidenciales de 2024
En abril de 2024, Melania Trump fue la invitada de honor en un evento de recaudación de fondos de los Log Cabin Republicans en Mar-a-Lago, recaudando más de un millón de dólares según los organizadores. Este evento marcó el lanzamiento del programa "Camino hacia la Victoria" de Log Cabin para captar votantes en estados clave, y representó una rara aparición de Melania Trump en un evento político.En julio, organizó un segundo evento de recaudación de fondos para LCR en la Torre Trump, donde se recaudaron 1.4 millones de dólares.Por su aparición en abril, Trump recibió un pago de 237,500 dólares, aunque los Log Cabin Republicans negaron haber hecho ese pago. Una fuente anónima dijo a CNN que Richard Grenell, exfuncionario de la primera administración Trump, realizó el pago. Hasta septiembre de 2024, no se sabía si Trump recibió pago por su aparición en julio.
Un evento de recaudación de fondos organizado por los Log Cabin Republicans se llevó a cabo el 22 de octubre de 2024 en Charlotte, Carolina del Norte, un estado considerado clave en las elecciones de 2024.El evento fue promovido como un acto de apoyo a la comunidad LGBT dentro de la campaña de Trump. Sin embargo, informes posteriores señalaron que no hubo banderas arcoíris presentes, un símbolo comúnmente prominente en eventos de apoyo a la comunidad LGBT.Los oradores del evento rechazaron los llamados a la igualdad calificándolos de "mentalidad de víctima", y en su lugar insistieron en que la comunidad LGBT ya ha alcanzado la igualdad.Entre los principales participantes del evento estuvieron Richard Grenell, quien fue la primera persona abiertamente gay en formar parte del gabinete, así como Lara Trump.
Las encuestas a boca de urna de NBC encontraron que el 13 % de los votantes LGBT votaron por Trump.

## Log Cabin Republicans contra Estados Unidos
Una demanda presentada por LCR en un tribunal federal impugnando la política de “No preguntes, no digas” (DADT), que excluía a los homosexuales de servir abiertamente en las Fuerzas Armadas de EE. UU., fue a juicio el 13 de julio de 2010, bajo la presidencia de la jueza Virginia Phillips. LCR argumentó que dicha política violaba los derechos de los militares homosexuales a la libertad de expresión, el debido proceso y la libre asociación.El gobierno sostuvo que DADT era necesario para promover un interés gubernamental legítimo.LCR presentó varias declaraciones del presidente Barack Obama, incluyendo que DADT “no contribuye a nuestra seguridad nacional”, “debilita nuestra seguridad nacional” y que revertir DADT es “esencial para nuestra seguridad nacional”. En lugar de responder a las demandas de la parte demandante o presentar pruebas que respaldaran sus propios argumentos de interés nacional, el gobierno se basó exclusivamente en el historial legislativo de la política de 1993.
El 9 de septiembre de 2010, la jueza Phillips falló a favor de los demandantes, determinando que la política de DADT viola la Primera y la Quinta Enmienda de la Constitución de los Estados Unidos.
El 29 de septiembre de 2011, la Corte de Apelaciones del Noveno Circuito de los Estados Unidos anuló la decisión del tribunal de distrito, dictaminando que la derogación legislativa de "no preguntes, no digas" por parte del presidente Barack Obama y la mayoría demócrata saliente del Congreso en diciembre de 2010 volvía el caso irrelevante. El sobreseimiento dejó sin valor como precedente la sentencia del tribunal inferior.

## Plataforma
LCR actúa bajo la declaración: “Somos republicanos leales. Creemos en un gobierno limitado, una defensa nacional fuerte, mercados libres, bajos impuestos, responsabilidad personal y libertad individual. Log Cabin Republicans representa una parte importante de la familia estadounidense: personas que pagan impuestos, trabajan arduamente y creen con orgullo en la grandeza de esta nación. También creemos que todos los estadounidenses tienen derecho a la libertad y la igualdad. Creemos que la igualdad para los estadounidenses LGBT está en la mejor tradición del Partido Republicano. Educamos a nuestro partido sobre por qué la inclusión genera victorias. Oponerse a la igualdad de gays y lesbianas es incompatible con los principios fundamentales del Partido Republicano de un gobierno más pequeño y libertad personal”.
En temas sociales, LCR se opone al conservadurismo social o se mantiene neutral. En lo relativo a los derechos de gays y lesbianas, LCR aboga por el matrimonio entre personas del mismo sexo y la equidad fiscal para los beneficios de las parejas de hecho.El sitio web de LCR también incluye un "Mapa de Igualdad" que proporciona información sobre las leyes estatales en áreas como la discriminación laboral, el reconocimiento de relaciones, la protección contra crímenes de odio y las leyes contra el acoso escolar.

### Aborto
LCR no adopta una postura oficial sobre el aborto.

### Defensa nacional
Sobre el tema de la defensa nacional: “Los Log Cabin Republicans creen en una política exterior firme y una defensa nacional fuerte. Como la única superpotencia militar del mundo, es vital que Estados Unidos permanezca preparado y capacitado para asumir sus responsabilidades en el ámbito global, al tiempo que se mantiene como un faro de libertad. Los Log Cabin Republicans llaman la atención sobre el trato cruel y abusivo hacia gays y lesbianas en todo el mundo, especialmente cuando coincide con regímenes autoritarios conocidos por apoyar el terrorismo y despreciar otros derechos humanos fundamentales”.

### Derechos de las personas transgénero
A nivel nacional, LCR sostiene que las personas transgénero, al igual que las personas gays, lesbianas y bisexuales, deben tener derecho a adoptary a estar libres de discriminación en el trabajo y la vivienda.Apoyan la despenalización de ser transgénero en todo el mundo.En 2017, LCR pidió a Donald Trump que restableciera las protecciones de la era Obama para los estudiantes transgénero, incluyendo la libertad de usar el baño que se alinee con su identidad de género.
Sin embargo, a principios de la década de 2020, algunos capítulos locales adoptaron posturas contrarias a los derechos de las personas transgénero. Los capítulos de Nuevo Hampshirey Texasapoyan leyes que obligan a "delatar" a jóvenes trans ante sus familias y que niegan el acceso a atención de afirmación de género para menores. En 2022, miembros del capítulo de San Antonio participaron en una protesta armada contra un espectáculo navideño con temática drag en el Teatro Azteca (aunque el presidente de LCR, Charles Moran, dijo no tener conocimiento de la participación del capítulo).Moran, mientras se redactaba el proyecto de ley “Don’t Say Gay” en Florida, aconsejó al patrocinador no exigir que los maestros informaran a los padres si sus hijos podrían ser gays o transgénero. Sin embargo, en lo demás estuvo de acuerdo con las acciones de la administración DeSantis para restringir el acceso de los niños a información sobre personas LGBT.
En 2023, el capítulo de Virginia de los Log Cabin Republicans apoyó las políticas LGBTQ+ del gobernador Glenn Youngkin, con el presidente de LCR, Charles Moran, respaldando “protecciones de sentido común para las mujeres biológicas” y alegando que se está enseñando una “teoría de género radical” en las escuelas que debe ser rechazada.Esta postura fue criticada por el grupo local de defensa LGBTQ+ Equality Virginia.
Cuando la Human Rights Campaign declaró un estado de emergencia para la comunidad LGBT, Moran condenó a la HRC, citando la firma por parte de Biden de una ley en apoyo al matrimonio entre personas del mismo sexo como argumento de por qué las personas LGBT no se encontraban actualmente en peligro.En esa declaración, Moran habló con tono despectivo sobre la liberación trans, afirmando que “la HRC está redefiniendo de manera destructiva el apoyo a la comunidad LGBT en torno a cirugías trans para menores, hombres biológicos compitiendo en deportes femeninos y lecciones sobre sexo e identidad de género en el jardín de infancia”.
Según el historiador Neil J. Young, la mayoría de los republicanos LGBT no se identifican como "LGBTQ", sino simplemente como lesbianas, gays o bisexuales, ya que creen que “LGBTQ se ha convertido en una identidad política más que en una identidad sexual”. Por ello, los Log Cabin Republicans no usan la "Q" al definirse como una “organización republicana LGBT”; además, se informa que existe una gran cantidad de conflictos internos dentro de la organización sobre si también deberían eliminar la "T".

## Membresía

### Capítulos
Desde 1977, LCR se ha expandido por todo Estados Unidos y cuenta con 35 capítulos, que representan a 26 estados y al Distrito de Columbia:
- Arizona
- Arkansas
- California
  - Valle de Coachella
  - Los Angeles
  - Condado de Marin
  - Condado de Orange
  - Sacramento
  - San Diego
  - San Francisco
  - Sequoias
  - Silicon Valley
  - UCB / Condado de Alameda
  - Condado de Ventura
- Colorado
- Delaware
- Distrito de Columbia
- Florida
  - Condado de Broward
  - Miami
  - Norte / Jacksonville
  - Bahía de Tampa
  - Central / Orlando
- Georgia
- Illinois
- Iowa
- Luisiana
- Maryland
- Massachusetts
- Michigan
- Minnesota
- Nevada
- Nuevo Hampshire
- Nueva York
  - Valle del Hudson
  - Ciudad de Nueva York
- Carolina del Norte
- Ohio
  - Cleveland
  - Norte de Ohio
- Oklahoma
- Oregón
- Pensilvania
- Rhode Island
- Carolina del Sur
- Tennessee
- Texas
  - Austin
  - Dallas
  - Houston
  - San Antonio
  - Fort Worth
- Utah (disuelto en 2023)[70]
- Virginia
  - Norte de Virginia
  - Richmond
- Washington
- Wisconsin (disuelto en marzo de 2022)

## Críticas
LCR ha sido criticado por no promover los principios republicanos. Al centrarse en “la lucha por los derechos civiles de gays y lesbianas” durante su convención de marzo-abril de 2005 y el Simposio Nacional del Liberty Education Forum, los temas de los paneles incluyeron “Diversidad corporativa”; “Equidad familiar”; y “¿Es la orientación sexual una elección?” Esto llevó a dos columnistas de opinión de The Washington Post a decir que “los Log Cabin Republicans parecen cada vez menos republicanos”.Hasta 2022, la Convención del Partido Republicano de Texas se ha negado a permitir que LCR tenga un puesto en la convención durante al menos veinte años.La postura del partido estatal ha sido criticada por Donald Trump Jr.y por Richard Grenell.
En 2012, los Log Cabin Republicans fueron criticados por defensores de los derechos de los homosexuales y de la igualdad en el matrimonio por respaldar a candidatos republicanos que promovían nuevas limitaciones a los derechos legales de los estadounidenses gays, así como la conservación de leyes y políticas discriminatorias vigentes.
Algunos miembros de la comunidad LGBT han expresado su insatisfacción con LCR, considerándola una organización centrista que no representa a los conservadores económicos LGBT. En 2009, dos exmiembros de LCR, Christopher R. Barron y Jimmy LaSalvia, fundaron GOProud para representar a los conservadores económicos y libertarios LGBT;esta organización se disolvió en 2014.
El presidente de LCR, Greg Angelo, describió la “preservación de los derechos LGBT y el apoyo a la comunidad LGBT” como señas distintivas de la campaña presidencial de Donald Trump en 2016, y afirmó que ese apoyo continuaría durante su presidencia.Ese mismo día en que se hicieron estos comentarios, The New York Times informó que la administración Trump había rescindido las directrices de la era Obama sobre los derechos de los estudiantes transgénero.David Badash, editor en jefe y fundador de The New Civil Rights Movement, criticó a LCR por no oponerse a esta acción.En 2017, Angelo describió a Trump como “el presidente republicano más pro-LGBT de la historia”. En una entrevista de febrero de 2018, dijo que Trump reconoce el matrimonio igualitario como “ley establecida en el país, envió una carta de felicitación y conmemoración [por el 40.º aniversario de Log Cabin], y tiene personas en su gabinete que apoyan el matrimonio igualitario”. Por ello, Angelo concluyó que “Trump es incluso mejor para la comunidad LGBTQ que el expresidente Barack Obama”.
La decisión de LCR de incluir a la conservadora heterosexual Isabella Riley Moody como una “embajadora destacada” del grupo fue cuestionada debido a la retórica homofóbica de Moody.Después de declarar en una entrevista que la declaración de principios de LCR “realmente me da asco y me dan ganas de vomitar” y de publicar en Twitter que “ser ‘gay y orgulloso’ es en sí mismo ADOCTRINAMIENTO”, su nombre fue eliminado del sitio web del grupo.